# فرودگاه نیروی هوایی سلطنتی باتزویلرهوف
فرودگاه نیروی هوایی سلطنتی باتزویلرهوف (به انگلیسی: RAF Butzweilerhof) یک فرودگاه ایستگاه پروازی است . این فرودگاه در کشور انگلستان قرار دارد .